# Delfín Tower
La Delfín Tower es un rascacielos residencial de 23 plantas y 95 metros de altura  situado en Benidorm, España. Pese a su no muy elevada altura, destaca por su silueta en forma de vela y por ser uno de los primeros edificios de viviendas en España que cuenta con la certificación LEED Oro otorgada por el US Green Building Council. Se sitúa en primera línea de playa en parte de la parcela ocupada por el Gran Hotel Delfín.

## Diseño
El diseño del inmueble se inspira en la forma de una vela.
La fachada posterior posee dos capas. Separada por diez centímetros de las terrazas, la fachada exterior está confeccionada con una membrana textil bioclimática revestida de teflón que refleja el calor y lo expulsa por las aberturas superiores. Está microperforada y puede desplazarse de forma electrónica.
De acuerdo con la certificación LEED Oro cuenta con diversas medidas para reducir el consumo energético y de agua de un 40 a un 70 %. Todas las plazas de aparcamiento tienen toma para coches eléctricos. Los cristales de la cara suroeste poseen paneles fotovoltaicos.

## Instalaciones
Las últimas dos plantas del edificio unidas albergan un club social, gimnasio y piscina cubierta. La parcela cuenta con una pista de pádel y una piscina tipo infinity con cloración salina. Los jardines poseen especies autóctonas de muy bajo consumo hídrico.
Los precios de las viviendas van desde 700 000 y los 1,5 millones de euros. En enero de 2018 el 43 % de los pisos ya se habían vendido. El 6 de enero de 2018 se vendió el piso más caro de la historia de Benidorm, el apartamento que ocupa toda la planta 16 con 350 metros cuadrados por 2,08 millones de euros.

## Construcción

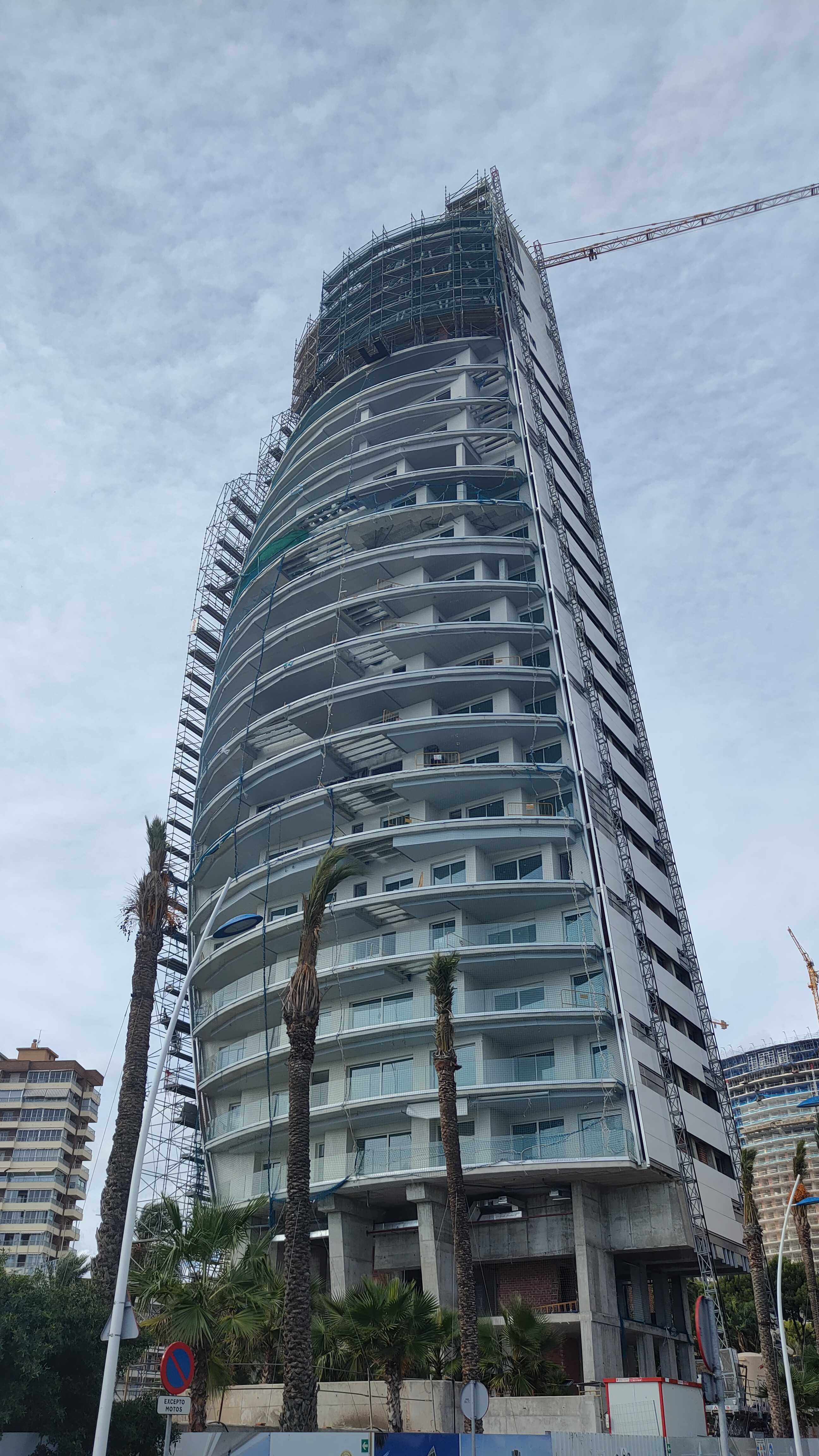
Obras de la Delfín Tower en 2021

La licencia de segregación de la parcela fue concedida por el Ayuntamiento de Benidorm a mediados de julio de 2017. La mercantil que promueve el proyecto se registró en octubre de 2016, se ubica en Callosa d'en Sarrià y pertenece al empresario Sergio Vidal Balaguer.
Las obras de adecuación del solar y movimientos de tierras comenzaron en enero de 2018. Se preveía que las obras durasen dos años, con pausas en los meses de julio y agosto, coincidiendo con la temporada alta de turismo, para cumplir la normativa municipal.
Finalmente los trabajos de construcción acabaron en julio de 2022.